# Вальделугерос
Вальделугерос (ісп. Valdelugueros) — муніципалітет в Іспанії, у складі автономної спільноти Кастилія-і-Леон, у провінції Леон. Населення — 458 осіб (2010).
Муніципалітет розташований на відстані близько 320 км на північний захід від Мадрида, 42 км на північ від Леона.
На території муніципалітету розташовані такі населені пункти: (дані про населення за 2010 рік)
- Арінтеро: 11 осіб
- Ла-Бранья: 15 осіб
- Серульєда: 52 особи
- Лугерос: 92 особи
- Льямасарес: 22 особи
- Редільюера: 28 осіб
- Редіпуертас: 29 осіб
- Толібія-де-Абахо: 62 особи
- Толібія-де-Арріба: 36 осіб
- Вальдетеха: 61 особа
- Вальверде-де-Куруеньйо: 30 осіб
- Вільяверде-де-ла-Куерна: 20 осіб

## Демографія
Динаміка населення (INE ):

## Галерея зображень

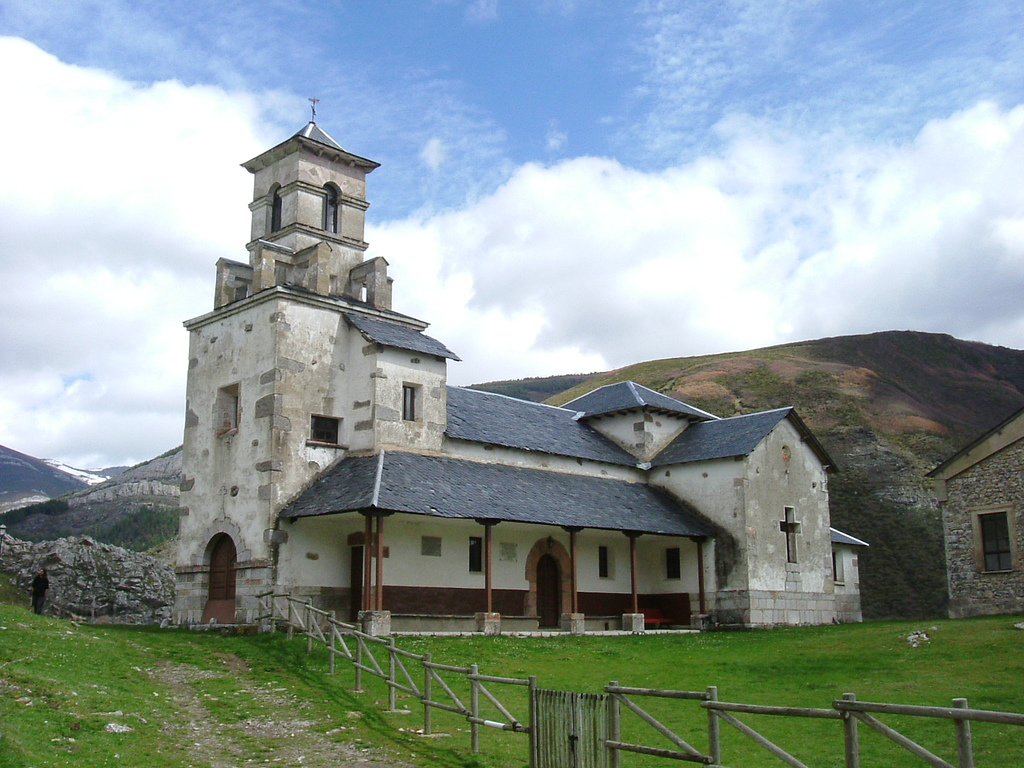
Церква у Лугеросі
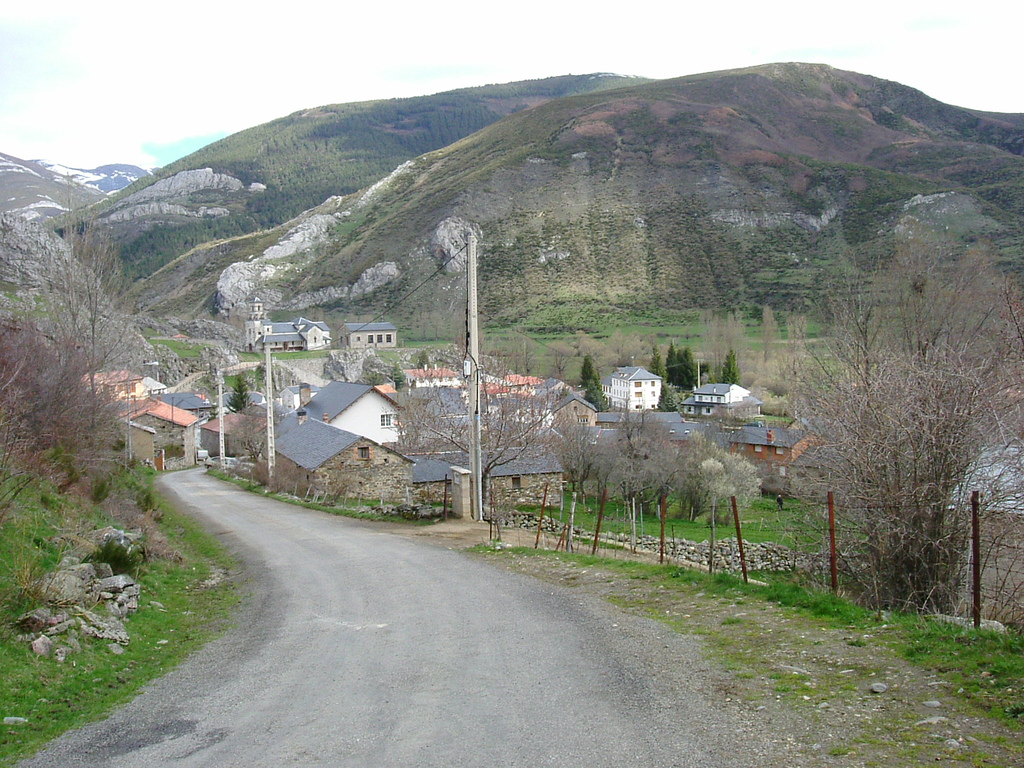
Лугерос, адміністративний центр муніципалітету